# Sweating the plague
Sweating the plague is het 29e studioalbum van de Amerikaanse indierockband Guided by Voices. Het album werd uitgebracht op 25 oktober 2019.

## Tracklist
Alle muziek en teksten zijn geschreven door Robert Pollard. 
| Nr. | Titel                         | Duur |
| --- | ----------------------------- | ---- |
| 1.  | Downer                        | 3:13 |
| 2.  | Street party                  | 2:00 |
| 3.  | Mother's milk elementary      | 2:24 |
| 4.  | Heavy like the world          | 3:13 |
| 5.  | Ego central high              | 3:02 |
| 6.  | The very second               | 4:43 |
| 7.  | Tiger on top                  | 3:02 |
| 8.  | Unfun glitz                   | 2:54 |
| 9.  | Your cricket is rather unique | 3:02 |
| 10. | Immortals                     | 3:08 |
| 11. | My wrestling days are over    | 2:12 |
| 12. | Sons of the beard             | 4:48 |

## Personeel

### Bezetting
- Robert Pollard, zang
- Doug Gillard, gitaar
- Bobby Bare jr., gitaar
- Mark Shue, basgitaar, achtergrondzang op #9
- Kevin March, drums, zang op #9

### Productie
- Travis Harrison, geluidstechnicus, drums op #9
- Ray Ketchem, geluidstechnicus